# 락까 매 여단
라카 매 여단(لواء صقور الرقة Liwa Suqur al Raqqa) 또는 라카 팔콘 여단은 라카 거주민으로 구성된 아랍인 무장단체로 시리아 민주군의 일부이며, 이슬람 국가와 맞서 싸우고 있다. 이들의 목표는 ISIL로부터 고향을 탈환하는 것이다.

## 역사
부대는 라카 혁명전선 예하 대대였으나 2016년에 단체를 떠났다. 요원들은 다양한 이유로 라카 혁명전선을 떠났는데 ISIL에게 복수하고자 하는 열망 또는 ISIL의 강압적이고 폭력적인 행태로부터 고향을 탈환하기 위해 떠난 경우도 있었다.
단체가 2016년 11월 라카 공세에 참여했을 때, 이들은 1,000여 명의 병력을 가지고 있었으며 "시가전에서 필수적인 부대"라 될 것으로 예상되었다". 라카 매 여단은 몇몇 장비와 장갑차를 가지고 있었으며 대부분은 ISIL에게서 노획한 것이었다. 11월 중순에 라카 매 여단은 탈 사만의 장기전에 참여했다.
12월에 라카 혁명전선과 라카 매 여단 사이의 긴장이 증가하게 되었다. 12월 27일 라카 혁명전선은 라카 매 여단에 의해 납치된 라카 혁명전선의 사령관들은 라카
혁명전선에 라카 매 여단이 충성하고 있다고 말했다.
2017년 2월 20일, 라카 매 여단의 부사령관 중 한 명이자 시리아 군 정보국과 깊은 연관이 있는 아부 야멘 알 메코가 "타이아무 알샤말"이라는 친정부 부대를 설립하고 바샤르 알아사드에 충성을 선언했다. 그의 지지자들은 시리아 정부 깃발을 알파레스에 걸었다. 그러나 이런 행동들은 라카 혁명전선의 분노를 샀고 혁명전선은 이틀 후 알파레스를 기습 공격했고 알메코의 부대를 파괴했다. 라카 혁명전선은 "어떤 수단에 의해서라도 라카에 정부와 친정부 단체가 재진입하는 것은 허용되지 않는다."라고 선언했다. 3월 26일 라카 매 여단은 타와라 공격의 선봉에 섰다.

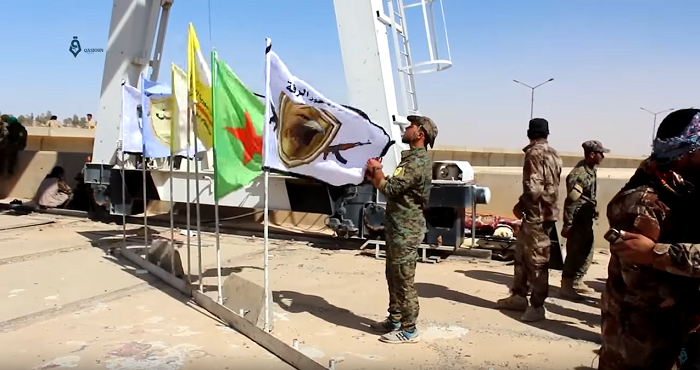
타브카 댐 인근에 꽃힌 SDF 예하 부대들의 깃발들.

4월 11일 미국 공군은 라카 매 여단이 주둔한 타와라 인근 지역에 우군 사격을 가했고 전투 요원 17명을 사살했다. BBC의 리암 다라티는 인민수호부대가 공습을 요청했다고 주장했고, 인민수호부대의 레뒤르 세실은 이를 부인했다. 사망자들은 텔 아브야드 인근에 군장으로 묻혔다. 라카 매 여단은 2017년 6월부터 라카 전투에 침여하고 있는 시리아 민주군 예하 부대 중 하나이다.

## 단체
라카 매 여단이 지속적으로 라카에서 온 전투원을 포함하고 있지만 가님 집단이라는 예하 단체는 라카 주 북쪽에서 온 사람들로 구성되어 있으며 이들 전투원은 텔아브야드에서 온 사람들이 대부분이다. 가님 집단 러시아와 공군 정보국으로부터 자금과 무기를 지원받은 까닭에 반군 세력에 의해 비난을 받았다. 다른 예하 단체인 아부 야멘 알 메코 집단은 "타이아무 알샤말"이라는 친 아사드 단체가 되었다. 텔 아브야드 서쪽의 알파레스에 주둔하고 있던 이들은 2017년 2월 22일 라카 혁명전선에 의해 궤멸되었다.